# Zweizähnige Dornwanze
Die Zweizähnige Dornwanze oder Zweispitzwanze (Picromerus bidens) ist eine Wanze aus der Familie der Baumwanzen (Pentatomidae).

## Merkmale
Die Zweizähnige Dornwanze erreicht eine Körperlänge von 10 bis zu 14 Millimetern. Ihre Grundfarbe ist dunkelbraun, auf dem Halsschild trägt sie zwei rote Punkte. Den deutschsprachigen Namen verdankt die Art den beiden spitzen, schwarzbraunen Dornen an den Seiten des Halsschildes. Diese sind bei den Nymphenstadien noch nicht entwickelt. Die Art ist flugfähig.

## Vorkommen
Die Art kommt in Europa und Nordasien bis Japan vor. Sie ist in Laub- und Mischwäldern sowie in Gärten anzutreffen und bevorzugt feuchte Standorte, beispielsweise am Waldrand oder in Heide- und Dünenlandschaften, wo die Futterpflanzen vieler Schmetterlingsraupen und Käferlarven zu finden sind.

## Lebensweise

### Entwicklung
Die Zweizähnige Dornwanze ist univoltin, jedes Jahr gibt es nur eine Generation. Die Weibchen legen die Eier auf der Oberseite der Blätter ab, wo sie überwintern. Die Larven schlüpfen im Frühjahr und müssen 5 Häutungen überstehen, um bis zum Sommer zu Imagines heranwachsen zu können. Die Entwicklungsgeschwindigkeit ist von der Temperatur abhängig und dauert bei 20 °C unter Laborbedingungen rund 64,5 Tage. Davon nimmt die Entwicklung des Eis rund 23 Tage ein. Sind die Tage in der Zeit nach der Entwicklung zum reifen Tier lang und die Nächte kurz, dann findet die erste Eiablage erst nach einiger Zeit statt. Damit wird verhindert, dass die Jungtiere zu früh schlüpfen und dann als Nymphen ohne Nahrungsangebot den Winter überdauern müssten. Nur in südlichen Gegenden, in denen die Tage auch im Sommer kürzer sind und wo kein besonders harter Winter herrscht, beginnen die Weibchen gleich mit der Eiablage. Dort können auch die Nymphen fallweise überwintern.

### Ernährung
Die Zweizähnige Dornwanze lebt räuberisch von Schmetterlingsraupen, Käferlarven und Blattläusen. Die Nymphen leben von denselben Beutetieren wie die Imagines. Auf Brennnessel erbeutet die Art beispielsweise Raupen des Tagpfauenauges, auf Greiskräutern den Jakobskrautbär aus der Unterfamilie der Bärenspinner. Unter den Käferlarven sind die der Blattkäfer bevorzugte Beutetiere. Die Auswahl der Beutetiere ist auch von der jahreszeitlichen Verfügbarkeit der Nahrung abhängig. Beispielsweise ernährt sie sich im frühen Herbst von Raupen des Skabiosen-Scheckenfalters und anderer Melitaeini, wenn andere Beutetiere nicht mehr verfügbar sind. Iridoidglykoside, die in den Futterpflanzen dieser Schmetterlinge, z. B. Succisa pratensis, gebildet und von ihnen aufgenommen werden, dienen unter anderem wegen ihres bitteren Geschmacks der chemischen Abwehr von Fressfeinden. Die Zweizähnige Dornwanze wird von diesen Stoffen nicht abgeschreckt. Ob die Wanzen diese Stoffe selbst zur chemischen Abwehr gegen Fressfeinde benutzen können, ist noch nicht geklärt.
Zweizähnige Dornwanzen fressen zwei bis fünf Beutetiere pro Tag und werden daher zur biologischen Schädlingsbekämpfung eingesetzt. Da die Wanzen und ihre Nymphen resistent gegen einige Pflanzenschutzmittel wie Methoxyfenozide oder Spinosad sind, können sie im Integrierten Pflanzenschutz eine Rolle spielen.
Zweizähnige Dornwanzen können ein regulierender Faktor bei der Populationsdynamik vieler Schmetterlingsarten sein. Sowohl die Nymphen als auch die adulten Tiere ernähren sich unter anderem von Schmetterlingsraupen. Dabei spielt es keine Rolle, ob sich die Raupen frei bewegen oder von einem Gespinst geschützt sind. Mit Hilfe ihres Saugrüssels, bei dem die Mandibeln stechende Fortsätze tragen, durchdringen sie das Gespinst und die Haut der Raupen. Die Wanzen machen dann einige Schritte zurück, so dass sich der Saugrüssel in der Haut der Raupen verankert und sich auch große Beutetiere nicht mehr entwinden können. Es werden auch adulte Schmetterlinge angegriffen, wenn sie sich etwa in einem Spinnennetz verfangen haben oder durch andere Umstände am Fliegen gehindert werden.

## Bilder

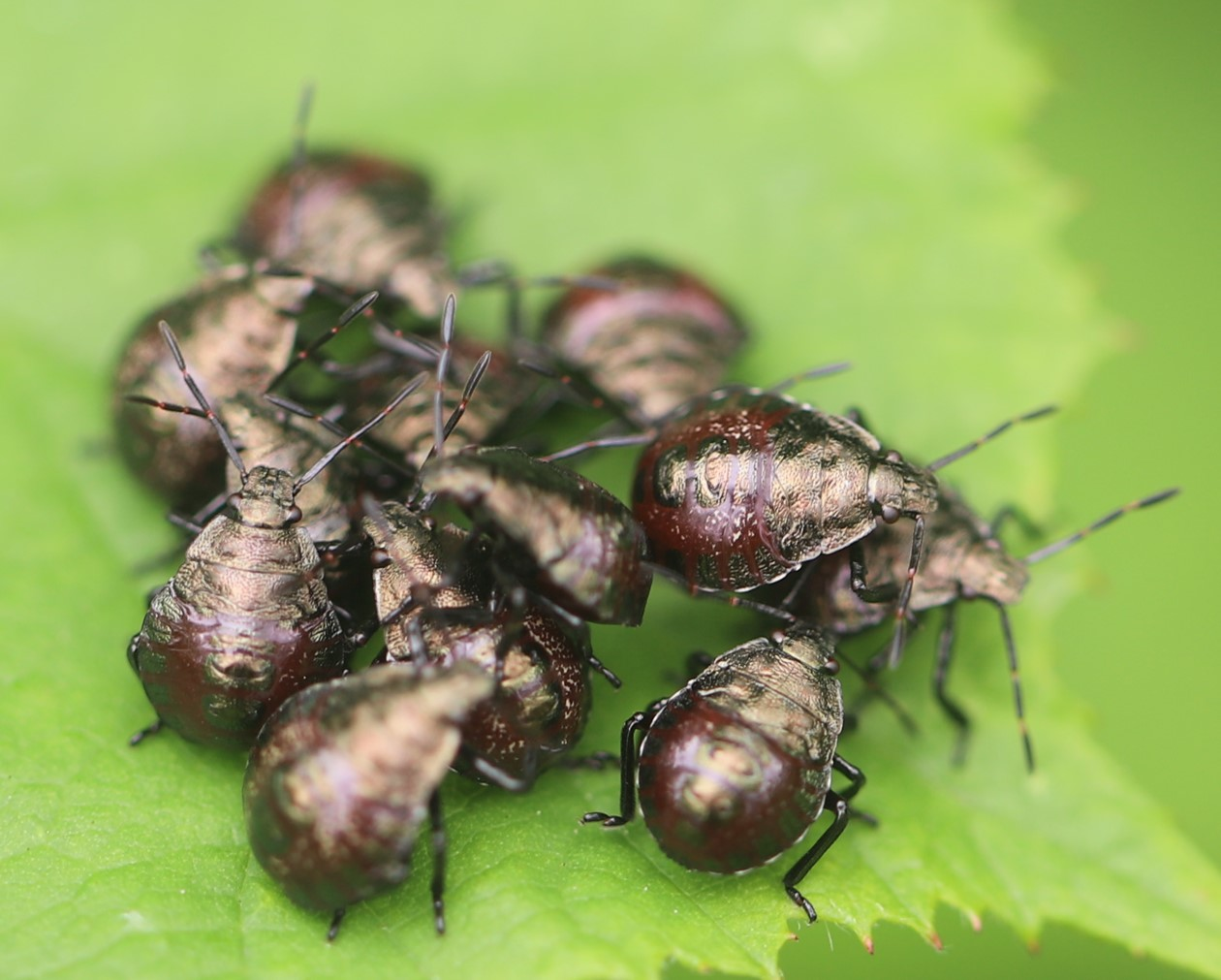
Ansammlung von Nymphen im 3. Stadium Anfang Juni
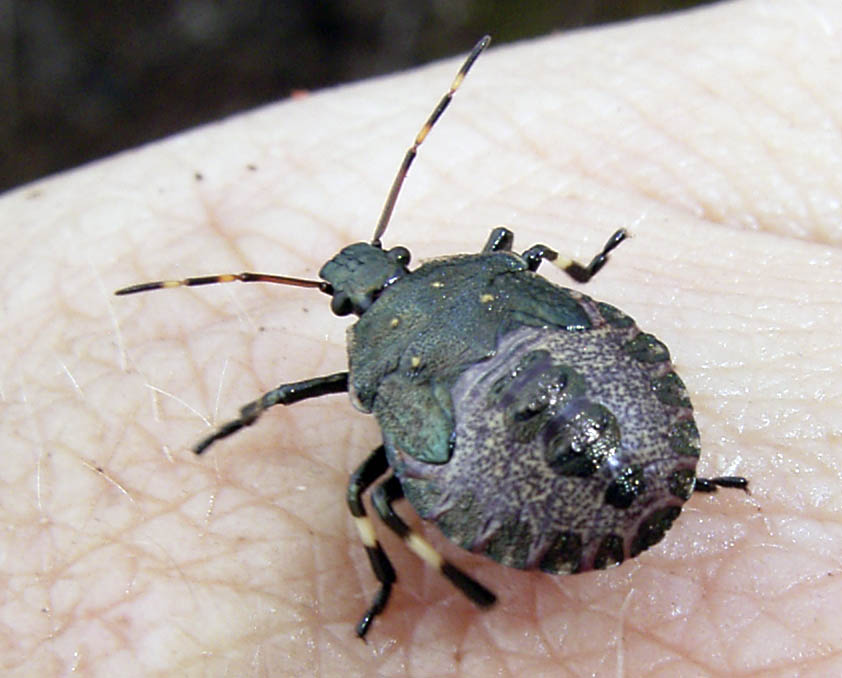
Die Nymphenstadien zeigen noch nicht das typische zweispitzige Halsschild der voll entwickelten Tiere
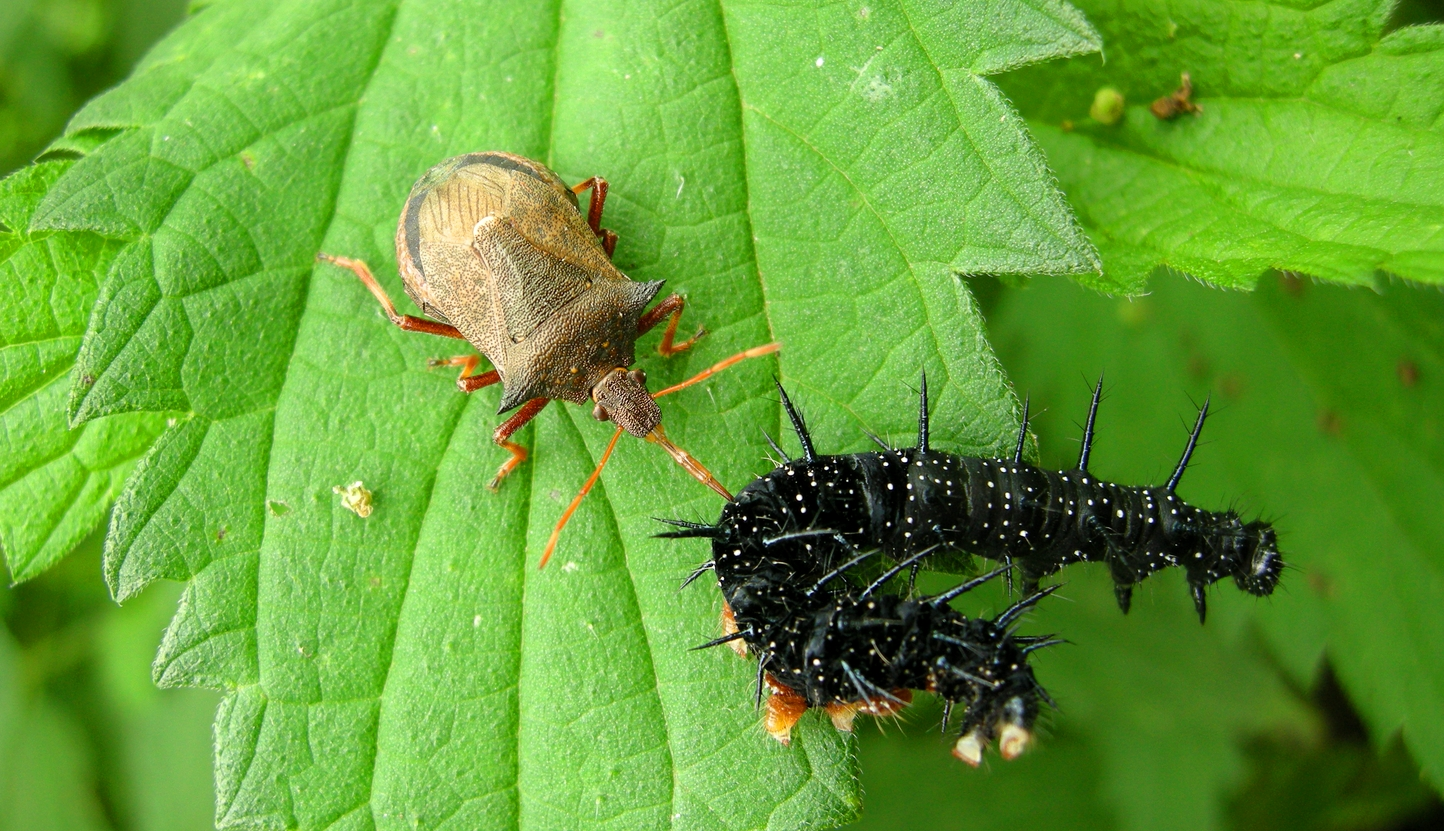
Zweizähnige Dornwanze saugt an einer Raupe des Tagpfauenauges
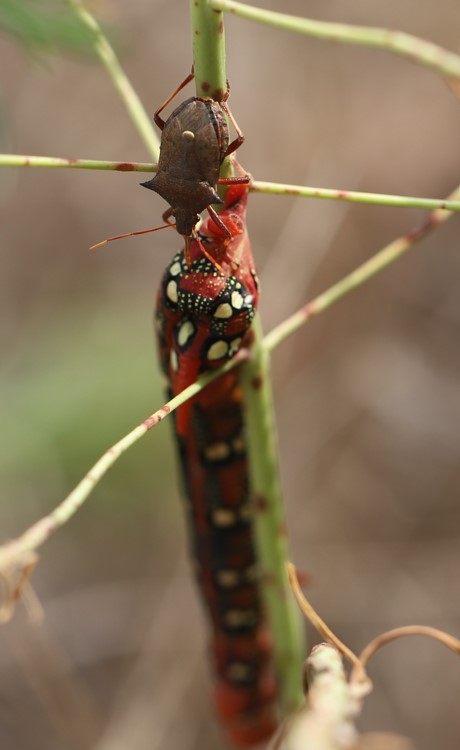
Zweizähnige Dornwanze saugt an einer Raupe des Wolfsmilchschwärmers